# Unholy Cult
Unholy Cult è il quinto album in studio del gruppo musicale death metal statunitense Immolation. È stato pubblicato nel 2002 dalla Listenable Records.

## Tracce
1. Of Martyrs and Men – 5:25
2. Sinful Nature – 3:16
3. Unholy Cult – 8:02
4. Wolf Among the Flock – 3:49
5. Reluctant Messiah – 4:58
6. A Kingdom Divided – 4:16
7. Rival the Eminent – 5:35
8. Bring Them Down – 6:06

Durata totale: 41:27

## Formazione
- Ross Dolan – voce e basso
- Robert Vigna – chitarra
- Bill Taylor – chitarra
- Alex Hernandez – batteria